# Ultima VIII: Pagan
Ultima VIII: Pagan ist ein Computer-Rollenspiel aus der Ultima-Reihe von Richard Garriott. Entwickelt wurde es von Origin Systems, einer Tochterfirma von Electronic Arts. Es wurde 1994 für DOS veröffentlicht.

## Handlung
Ultima VIII wurde als zweiter Teil des drei Teile umfassenden Handlungsbogens Age of Armageddon entwickelt: Nach den Ereignissen in Ultima VII in Britannia verbannt der Erzfeind des Protagonisten, der Guardian, die Spielerfigur, den Avatar, auf die von ihm unterworfene Welt Pagan. Gleichzeitig droht er ihm die Unterwerfung der beiden Welten des Avatars, der Erde und Britannia, an. Ziel des Avatars ist daher, eine Möglichkeit zu finden, Pagan wieder zu verlassen.
Auf der für ihn fremden Welt sind der Avatar und seine acht Tugenden unbekannt und auch die Magie folgt unbekannten Regeln, er ist also auf sich alleine gestellt und muss neue Wege zur Magie finden. Die Insel, aus der Pagan zu bestehen scheint, wird von vier Elementartitanen beherrscht, jedem ist eine eigene Form der Magie zugeordnet, die dessen Anhänger erlernen können. Der Avatar tritt im Laufe des Geschehens allen Titanen gegenüber um selbst die Macht zu erlangen. Dadurch kann der Avatar ein Blackstone-Portal rekonstruieren, welches der Guardian ursprünglich verwendet hatte, um Pagan zu erreichen. Das Portal ermöglicht dem Avatar schließlich, das Exil auf Pagan zu verlassen.

## Spielprinzip
In Ultima VIII muss der Protagonist sich alleine (ohne eine Gruppe weiterer Spielcharaktere) durchschlagen und kann, Ultima-untypisch, nicht auf seine Freunde aus vorherigen Teilen zurückgreifen. Gespielt wird in einer isometrischen Perspektive mit deutlich verbesserten Bewegungs- und Kampfanimationen im Vergleich zum Vorgängertitel.

## Rezeption
Der Versuch, neue Käuferschichten zu erschließen, scheiterte; zugleich waren viele Fans der Serie enttäuscht. Die Rezeption bei Spielern und Fachpresse war eher durchmischt bis negativ, und auch kommerziell war das Spiel nicht sehr erfolgreich. Das Dragon Magazine vergab immerhin noch 3 von 5 Sternen. 1996 ordnete das Magazin Computer Gaming World Pagan hingegen als das zwanzigst-schlechteste Spiel aller Zeiten ein, da es eine einst großartige Reihe ruiniert habe.
Zu den häufig genannten Mängeln gehört vor allem der neue Spielmechanik-Fokus als Plattformer-Spiel mit Lauf-, Spring- und Klettereinlagen, die Hack-and-Slay-artige Kampfmechanik und die kleinere, unterkomplexe und im Vergleich zum Vorgänger viel weniger interaktive Welt. Unter Ultima-Fans war Pagan daher auch scherzhaft als Super Avatar Brothers bekannt, in Anspielung auf die Vielzahl der Plattform-Hüpf-Spielelemente, die an das Spielprinzip des Nintendoklassikers Super Mario Brothers erinnerten. Kritisiert wurde daneben, dass das Frustpotential bei den teils auffallend schlecht umgesetzten Geschicklichkeitspassagen immens sei.

## Entwicklungsgeschichte
Pagan war als zweiter Teil einer mit Ultima VII beginnenden Trilogie geplant. Der erste Teil sollte auf der Welt von Britannia spielen, der zweite auf Pagan und der dritte Teil auf der Heimatwelt des Guardian. In diesem Teil der Serie delegierte Richard Garriott die meiste Entwicklungsarbeit an andere, auch nahm EA großen Einfluss auf die Entwicklung. Garriott erklärte später „[…] Ich opferte alles, um den Aktionären zu gefallen, was ein Fehler war. Wir haben es wahrscheinlich drei Monate lang unfertig ausgeliefert.“
Im Nachhinein wurde dem Spiel ein Sprachpaket (Englisch, Französisch, Deutsch) spendiert, welches den vier Titanen und den Zaelanen eine Stimme gab. Es fand jedoch nur mäßigen Anklang, da eine CD-Version nicht allzu lange auf sich warten ließ, die ohnehin Sprachdateien besaß. Die CD-Variante hat die Version 2.13, welche jedoch inhaltlich identisch zur letzten Disketten-Variante 2.12 ist.

### Patch
Der später veröffentlichte Patch 2.12 korrigierte viele Spielbugs und Handlungslöcher und behob die meisten Probleme bei den Geschicklichkeitspassagen, indem nun die Sprungweite beeinflusst werden konnte. Außerdem wurden einige sich bewegende Plattformen der ursprünglichen Veröffentlichung nun zum Stillstand gebracht.
Nach dem überwiegend enttäuschten Feedback der Fans der Serie entschloss sich Garriott zu einer Neuausrichtung für den Nachfolger Ultima IX in Richtung klassischer Ultima-Teile mit einer erneuten Rückkehr nach Britannia. Die Entscheidung wurde in einem Begleittext zum Patch 2.12 bekannt gegeben. Dieser Plan einer Rückkehr zum ursprünglichen Charakter der Reihe sollte bei Ultima IX jedoch letztlich doch nicht umgesetzt werden.

### Erweiterungspaket
Für Ultima VIII wurde eine Erweiterung namens The Lost Vale produziert und vollkommen fertiggestellt, jedoch dann aufgrund der enttäuschenden Verkaufszahlen des Hauptspiels nie in den Handel gebracht. Im Oktober 2005 ist ein originales Exemplar einer fertigen Verkaufsbox (jedoch ohne Inhalt) von The Lost Vale in einer Auktion für 1.923 US-Dollar verkauft worden. Laut einem der damaligen Designer der Erweiterung ist aufgrund seinerzeit fehlender Backup-Richtlinien bei Origin vermutlich keine Kopie der Daten erhalten geblieben. Es sind jedoch Designdokumente erhalten geblieben, die unter anderem die Handlung des Add-ons dokumentieren. Niedrig aufgelöste Scans der Box sind im Web findbar.

### Spätere Geschichte
Die Ultima-VIII-Engine wurde später die Basis für die Crusader-Spieleserie.
Als DOS-Spiel ist es schwierig, Ultima VIII auf neueren Betriebssystemen wie Windows 98 und später zum Laufen zu bringen. Es funktioniert jedoch zuverlässig mit dem Emulator DOSBox. Im Gegensatz zu Ultima VII, welches Intels undokumentierten „Big real mode“ verwendete, welcher als Voodoo Memory bei Origin bekannt wurde, verwendete Ultima VIII einen konventionelleren DOS-Extender.
Auch existiert ein Fan-Patch, welcher die Speicherverwaltung so anpasst, dass Ultima VIII auch unter späteren Windows-Betriebssystemen verwendbar wird. Es existiert außerdem ein Open-Source-Projekt namens Pentagram, welches zum Ziel hat mit einer neuen Engine Ultima VIII auf allen modernen Betriebssystemen nativ zum Laufen zu bekommen.
2003 offerierte ein anonymer Entwickler den Quelltext des Spiels dem Pentagram-Projekt, um diese zu unterstützen, jedoch wurde das Angebot wahrscheinlich aufgrund rechtlicher Bedenken nicht angenommen.
Im April 2012 wurde Pagan, nach Jahren der Nichtverfügbarkeit, in der digitalen Distribution über GOG.com wiederveröffentlicht. Im April 2015 wurde Pagan auch als Freeware auf EAs Digital-Distribution-Plattform Origin angeboten.